# Mehmān Dūyeh
Mehmān Dūyeh (persiska: مهمان دويه) är en ort i Iran.   Den ligger i provinsen Semnan, i den norra delen av landet, 290 km öster om huvudstaden Teheran. Mehmān Dūyeh ligger 2 250 meter över havet och antalet invånare är 115.
Terrängen runt Mehmān Dūyeh är bergig norrut, men söderut är den kuperad. Terrängen runt Mehmān Dūyeh sluttar söderut. Runt Mehmān Dūyeh är det mycket glesbefolkat, med 6 invånare per kvadratkilometer. Närmaste större samhälle är Mojen, 9,7 km nordost om Mehmān Dūyeh. Trakten runt Mehmān Dūyeh består i huvudsak av gräsmarker.